# Білозерська районна рада
Білозерська райо́нна ра́да — районна рада Білозерського району Херсонської області. Адміністративний центр — смт Білозерка.

## Склад ради
Загальний склад ради: 44 депутати.

### Голова
Донець Андрій Олександрович — голова Білозерської районної ради.

#### Голови районної ради (з 2006 року)
| ПІБ                          | Основні відомості                                                               | Дата обрання | Дата звільнення |
| ---------------------------- | ------------------------------------------------------------------------------- | ------------ | --------------- |
| Карась Володимир Петрович    | Голова районної ради, 1957 року народження, член ВО «Батьківщина»               | 26.03.2006   | 31.10.2010      |
| Романова Євгенія Ярославівна | Голова районної ради, 1956 року народження, освіта вища, член «Партії регіонів» | 31.10.2010   | ?               |
| Донець Андрій Олександрович  | Голова районної ради                                                            | ?            |                 |

Примітка: таблиця складена за даними джерела